# 正常高
正常高 是 參考橢球 沿法線方向到 似地表面 的距離，是为了解决正高系统中重力 g 不能精确测定而使用平均正常重力代替而得到的一种系统的高程。1954年由苏联地理学家莫洛坚斯基提出。与正高相比，正常高可以精确求得，数值不随水准路线不同而不同。中国国家的高程系统使用的就是正常高系统。